# Брендан Гайланд
Брендан Гайланд (23 вересня 1994) — ірландський плавець.
Учасник Олімпійських Ігор 2020 року, де в попередніх запливах на дистанції 200 метрів батерфляєм посів 23-тє місце і не потрапив до півфіналів. В естафеті 4x200 метрів вільним стилем його збірна посіла 14-те місце і не потрапила до фіналу.